# Nina's
『nina's』（ニナーズ）は、祥伝社から刊行される女性向けライフ&ファッション雑誌。同社発行の『Zipper』を卒業した主婦向けに、『Zipper』の増刊として2005年12月に創刊。2008年3月からは隔月（偶数月）の7日発売となっている。キャッチフレーズは「母になってもCute&Cool」。
2018年12月7日発売の1月号をもって休刊となった。

## 主な表紙タレント
- 千秋
- 小日向しえ
- 一色紗英
- CHARA
- 田辺あゆみ
- ともさかりえ
- りょう

## 主な連載
- ちはる「凹凸日記」
- 千秋「苺とアリスとピストルと」
- 辛酸なめ子「厄除け女道」
- 今井絵理子「Go Smile, Dear Honey」
- 宮下美恵「宮下美恵の良妻賢母道」